# سیارک ۴۴۹۴
سیارک ۴۴۹۴ (به انگلیسی: 4494 Marimo، نامگذاری:1988TK1) چهار هزار و چهارصد و نود و چهارمین سیارک کشف شده‌است که در ۱۳ اکتبر ۱۹۸۸ کشف شد.
قدر مطلق سیارک برابر ۱۳٫۱۰ است.